# Metallbau Emmeln
Metalbau Emmeln is een Duits bedrijf, gevestigd in Haren die attracties bouwt voor kermissen en attractieparken.

## Geschiedenis

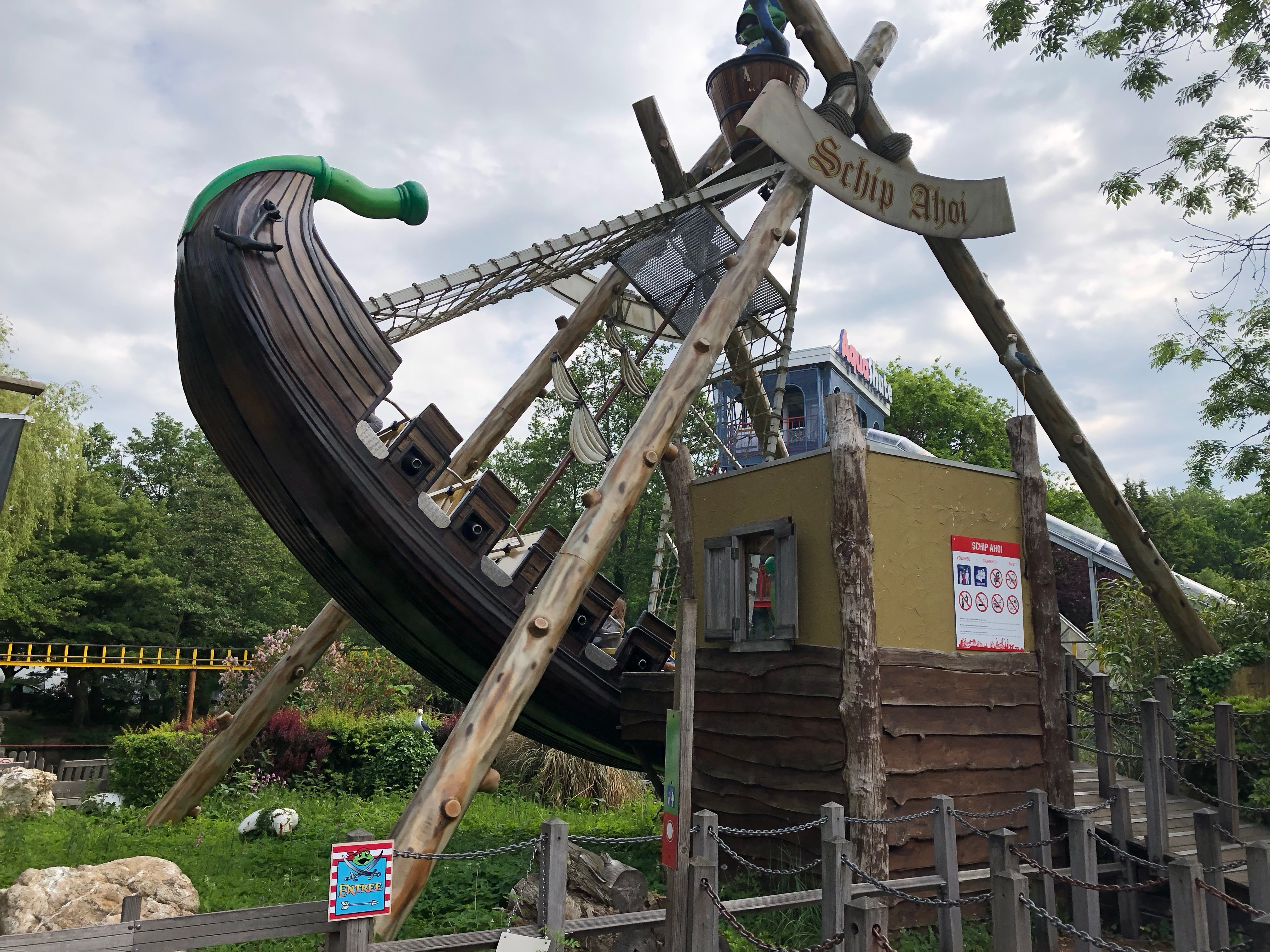
Schommelschip Schip Ahoi van Metallbau Emmeln in Duinrell.

Bij de oprichting in 1968 was het een bouwer van kermisattracties. De gebouwde kermisattracties werden groter en na enkele jaren begon het bedrijf ook vaste attracties te bouwen, voor uitbating in pretparken. Twaalf jaar na de oprichting, begin jaren 80, breidde het bedrijf zijn activiteiten uit: binnen de originele sector met de bouw van toegangssystemen als draaihekken, buiten de sector met de bouw van containers voor onder andere scheepvaart.

## Voorbeelden van attracties
| Naam                         | Park                            | Type            | Bouwjaar |
| ---------------------------- | ------------------------------- | --------------- | -------- |
| Het Bos van Plop             | Plopsaland De Panne             | Dark water ride | 1979     |
| Oldtimers                    | Bellewaerde                     | Rondrit         | 1981     |
| Funny Barrels                | Bobbejaanland                   | Rondrit         | 1984     |
| Tequila Ride                 | Walibi Holland                  | Rondrit         | 1994     |
| De Eenden                    | Plopsaland De Panne             | Draaimolen      | 2000     |
| Pony Post                    | Hansa-Park                      | Paardenbaan     | 2001     |
| De Tractors                  | Plopsaland De Panne             | Rondrit         | 2002     |
| Gletscher-Rutscher           | Belantis                        | Waterglijbaan   | 2003     |
| Schip Ahoi                   | Duinrell                        | Schommelschip   | 2004     |
| Wirbelbaum                   | Toverland                       | Flyingwheels    | 2005     |
| De Konijntjes                | Plopsaland De Panne             | Rondrit         | 2006     |
| Scorpios                     | Toverland                       | Schommelschip   | 2010     |
| Paarden van Ithaka           | Toverland                       | Paardenbaan     | 2010     |
| Windy Castle                 | Paultons Park                   | Flyingwheels    | 2011     |
| Högspänningen                | Liseberg                        | Flyingwheels    | 2012     |
| Tolly Molly                  | Toverland                       | Draaimolen      | 2013     |
| Farfars Bil                  | Liseberg                        | Rondrit         | 2013     |
| Old Mac Donald’s Tractor Fun | Europa-Park                     | Rondrit         | 2016     |
| Waldexpress                  | Familypark                      | Rondrit         | 2017     |
| De Oude Tufferbaan           | Efteling                        | Rondrit         | 2019     |
| Blue Barnacle                | Chessington World of Adventures | Schommelschip   | 2021     |
| Op Reis met Bumba            | Plopsaland De Panne             | Darkride        | 2023     |
| Garden Tour                  | Toverland                       | Rondrit         | 2023     |
| De Oude Lijnbaan             | Duinrell                        | Rondrit         | 2023     |
| Tobbedanser                  | Duinrell                        | Theekopjesmolen | 2024     |